# Ted Turner (przedsiębiorca)
Ted Turner, właśc. Robert Edward Turner III (ur. 19 listopada 1938 w Cincinnati) – amerykański przedsiębiorca, producent i filantrop, zajmujący się przede wszystkim mediami. Twórca koncernu medialnego Turner Broadcasting System, w skład którego wchodzi m.in. CNN.
W początku lat 90. XX wieku był gotów współpracować z niezależną, rosyjską telewizją TV-6, do współpracy jednak nie doszło, gdyż wizja współpracy Turnera różniła się od wizji szefa TV-6 Sagałajewa. Był właścicielem organizacji World Championship Wrestling, która z powodów finansowych została sprzedana największemu konkurentowi czyli World Wrestling Entertainment.
Człowiek Roku 1991 według magazynu „Time”, którego jest współwłaścicielem. W 2004 został laureatem Nagrody Margaret Sanger, a w 2013 – Nagrody Lowella Thomasa.

## Życiorys

### Wczesne lata
Turner urodził się w Cincinnati, w stanie Ohio, jako syn Florence (z domu Rooney) i Roberta Edwarda Turnera II.
Uczęszczał do prywatnej szkoły The McCallie School, studiował na Brown University i był wiceprezesem Brown Debating Union.

### Życie prywatne
Był żonaty trzy razy. Pierwszą żoną była Judy Nye (1960–1964). Drugą została Jane Shirley Smith (1965–1988). Po raz trzeci ożenił się z Jane Fondą (1991–2001). Ma pięcioro dzieci.
W 2018 w wywiadzie dla CBS Sunday Morning ujawnił, że choruje na otępienie z ciałami Lewy’ego.